# حزب ملیون
حزب مِلّیون حزبی محافظه‌کار و حزب اکثریت دولتی از سال ۱۳۳۵ تا ۱۳۳۹ در دوران پهلوی در ایران بود. این حزب در سال ۱۳۳۵ توسط منوچهر اقبال و طبق دستور برنامه‌ریزی‌شدهٔ شاه برای شروع یک سیستم دوحزبی، تأسیس شد. حزب لیبرال حزب مردم در جناح مخالف این حزب قرار داشت.

## دربارهٔ حزب
این حزب به رهبری  اقبال در سال ۱۳۳۷ عملاً شروع به کار کرد و رسماً اعلام کرد که به دستور شاه حزب را تشکیل داده‌اند و مراتب ارادتمندی و سرسپردگی کامل خود را به شاهنشاه اعلام نمودند و عمدهٔ جشن‌ها و مراسماتی که برگزار می‌کردند جشن قیام ۲۸ مرداد و جشن آغاز بیست و پنجمین سال سلطنت شاهنشاه و… بود.

## انحلال
پس از انتخابات مجلس بیستم (۱۳۳۹) و برکناری اقبال این حزب رو به افول گذاشت.

## انتخابات تاریخچه
| انتخابات | صندلی     | +/− | منبع |
| -------- | --------- | --- | ---- |
| ۱۳۳۵     | ۷۱ از ۱۳۶ | —   | : 73 |
| ۱۳۳۹     | ۷۵ از ۲۰۰ | ▲ ۴ | : 73 |